# Székely Imre (mérnök)
Székely Imre (románosan Emeric) (Alsóbán, 1922. augusztus 6.  – Kolozsvár, 1999. június 4.) mérnök, mechanizmuselméleti és mechatronikai szaktudós, a kolozsvári Műszaki Egyetem (volt Politechnikai Intézet) tanára.

## Életrajza
Székely Imre 1922. augusztus 6-án született a Szilágy megyei Alsóbán községben, zsidó családban. Édesapja, Székely Mór tisztviselő volt, és részt vett az első világháborúban, édesanyja Székely (sz. Fischman) Margit, háziasszony volt.
Rövidesen a gyermek születése után (még 1922-ben), a család Kolozsvárra költözött. 1936-ban Imre kénytelen volt félbeszakítani középiskolai tanulmányait, és a kolozsvári Dermata gyárban lett géplakatosinas. Ott dolgozott mint géplakatos 1942-ig, amikor a faji törvény hatálya alatt elbocsátották. 1943-ban a Magyar Honvédség különleges zsidó munkaszázadába (munkaszolgálatra) sorolták be, majd 1944 májusában Auschwitzba deportálták családjával együtt. Szülei a haláltáborban pusztultak el. Imre és öccse, Székely László (szül. 1929) túlélték a vészkorszakot, és 1945 áprilisában Buchenwaldban szabadultak fel.
1945-1948 között Székely Imre géplakatosként dolgozott a Dermatában. 1948-ban a leningrádi Kalinyin Műszaki Egyetemre küldték tanulni.
1955-től 1999-ig a Kolozsvári Műszaki Intézet (jelenleg Műszaki Egyetem) tanára volt. Egyetemi tanár, tanszékvezető, doktorátusvezető, a mechanizmuselmélet és a mechatronika területén elismert tudós.
1946-ban feleségül vette Tabac (magyar kiejtés szerint Tabák) Sárát (Gyergyószentmiklós, 1930 – Kolozsvár, 2011), 1952-ben megszületett a lányuk, Andrea-Julika (férje után Ghiță).
1999-ben halt meg, és a kolozsvári ortodox zsidó temetőben nyugszik.

## Tanulmányai
- A kolozsvári Gh. Barițiu Líceum (1932-1937)
- A kolozsvári Ipari Tanonciskola (1938-1939)[13]
- A kolozsvári Zsidó Gimnázium – 1944 (magántanuló)[14]
- A leningrádi Kalinyin Műszaki Egyetem (jelenleg a Szentpétervári Nagy Péter Egyetem) (1948-1954), az automata és félautomata gépek karán szerzett mérnöki diplomát, díszoklevéllel.
- A moszkvai Bauman Intézet  (1956-1960) – aspiráns (a mai doktorandusznak felel meg)

## Tudományos fokozatai
1960-ban a moszkvai Bauman Intézetben tudományos kandidátusi fokozatot szerzett a következő disszertációval: Fogaskerekes sebességváltó, ami a sebességváltást működés közben és teher alatt oldja meg.1971 szeptemberében a Bukaresti Politechnikán (ma Bukaresti Műszaki Egyetem) habilitált doktori címet szerzett. Ezt a tudományos titulust a Felsőfokú Diploma Bizottság 1972 februárjában ismerte el.

## Oktatói és tudományos kutatói tevékenysége
1955–1969 között az egyetem didaktikai hierarchiájának minden lépcsőfokát végigjárta, a tanársegédtől az egyetemi tanárig. 1972-1988 között tanszékvezető (nyugdíjba vonulásáig), és a Mechanikai Kar dékánhelyettese. Nyugdíjazása után konzulens  professzorként folytatta tanügyi és kutatói tevékenységét 1999-ben bekövetkezett haláláig.
Mechanikát, mechanizmusok elméletét és gépelemeket tanított az építészeti, agrármechanikai, elektromechanikai, elektrotechnikai, elektronikai, automatizálási és számítástechnikai karokon. Mechanizmusok és gépelemek terén doktorátusi tanulmányokat vezetett. Több tucat cikket tett közzé a mechanizmusok elmélete témakörében (fogaskerekes sebességváltók, logikai vezérlésű és mechanikai elemeket tartalmazó mechanizmusok, bolygóművek stb.) romániai (Construcții de mașini, Studii și cercetări de mecanică aplicată, Buletinul Științific al Institutului Politehnic București, Buletinul Științific al Institutului Politehnic Cluj) és külföldi: Journal of Mechanisms, IFTOMM Proceedings, Fachtagung Getriebethechnik stb.) folyóiratokban.
Tagja volt az IFTOMM és a GAMM nemzetközi tudományos szövetségeknek.

## Könyvei
- Teoria mecanismelor și organe de mașini [Mechanizmusok és gépelemek elmélete], Ed. Institutului Politehnic Cluj, 1966
- Teoria mecanismelor și organe de mașini [Mechanizmusok és gépelemek elmélete],  Ed. Didactică și Pedagogică, București, 1968
- Mecanisme [Mechanizmusok], Ed. Institutului Politehnic Cluj, 1974
- Mecanisme planetare [Bolygóművek], Ed. Institutului Politehnic Cluj, 1977
- Mecanisme [Mechanizmusok], Editura UT Press, Cluj, 1992 (társszerző Dali András)
- Raționamente în teoria și practica mecanismelor [Érvelések a mechanizmusok elmélete és gyakorlata terén], UT Press Publishing House, Kolozsvár, 1998. Az utolsó könyv dedikációja: Ajánlom e könyvemet a Kolozsvári Műszaki Egyetem hallgatóinak, végzőseinek, és mindazoknak, akik tiszta szívből örvendenek a mások örömén.